# Agachamento
L'agachamento (accroupissement, en portugais) est le nom que l'on donne à l'action de s'accroupir au pied du berimbau en capoeira. C'est de là que commence le jeu s'il n'y a pas de compra et c'est là que se termine le jeu de Capoeira Angola traditionnelle. Il ne faut pas considérer l'agachamento comme un moment qui précède le jeu, car le jeu commence déjà avant, quand on entre dans la roda.
L'une des attaques les plus violentes et les plus caractéristiques de la capoeira est la fameuse joelhada dans le visage de celui qui s'accroupit avant soi. Ce genre de choses arrive souvent quand il y a de la rancœur entre deux capoeiristes, et c'est pourquoi il est très conseillé de ne pas s'accroupir avant son partenaire, mais en même temps. Si ce dernier est encore debout, s'il s'étire, se gratte le pied... on l'attendra, car ce sont probablement des feintes, et on s'accroupit en tenant les mains de l'autre pour l'inviter à plier les genoux en même temps.
Il est évident que cette méfiance n'a pas lieu d'être entre personnes qui se connaissent bien ou qui veulent juste s'amuser.
Une fois accroupis, les capoeiristes attendront un signal de la part du meneur de la roda (généralement celui qui joue au gunga) pour commencer à jouer dedans. Ce signal peut se traduire par un abaissement du berimbau ou par la reprise du refrain par tous ceux qui forment la roda (le couplet étant un message du chanteur destiné aux joueurs, il ne faut naturellement pas jouer avant que ne commence le chœur).
En Capoeira Angola, l'agachamento se fait plus couramment face aux instruments, tandis que les joueurs se feront généralement face en Capoeira Regional et contemporaine,,,,,,,,.